# Józsefné Király
Józsefné Király es una deportista húngara que compitió en atletismo adaptado. Ganó tres medallas de plata en los Juegos Paralímpicos de Nueva York y Stoke Mandeville 1984.

## Palmarés internacional
| Juegos Paralímpicos | Juegos Paralímpicos                                        | Juegos Paralímpicos | Juegos Paralímpicos |
| Año                 | Lugar                                                      | Medalla             | Prueba              |
| ------------------- | ---------------------------------------------------------- | ------------------- | ------------------- |
| 1984                | Nueva York (Estados Unidos) Stoke Mandeville (Reino Unido) | Medalla de plata    | Disco L5            |
| 1984                | Nueva York (Estados Unidos) Stoke Mandeville (Reino Unido) | Medalla de plata    | Jabalina L5         |
| 1984                | Nueva York (Estados Unidos) Stoke Mandeville (Reino Unido) | Medalla de plata    | Peso L5             |